# Синцов, Константин Владимирович
Константин Владимирович Синцов (род. 27 апреля 1971 года, Кемерово) — сооснователь и бывший руководитель Группы компаний «Рустранском».

## Начало жизни и образование
Родился в городе Кемерово 27 апреля 1971 года. Учился в 49-й школе. С детства начал занимать спортом (вольная борьба). В 17 лет получил звание мастера спорта СССР.
Высшее образование получил в Кузбасском политехническом институте (защитил диплом в 1993 году). Специальность автомобили — автомобильное хозяйство. Константину Синцову присвоена квалификация инженера-механика.
В 2006 году Синцов получил степень MBA в РЭУ им. Плеханова. Спустя год получил степень кандидата экономических наук, защитив диссертацию.

## Карьера
В 1993 году, после окончания института, начал работу в коммерческих структурах, связанных с производством и поставками запасных частей для нужд Министерства путей и сообщения (МПС), а также для железных дорог СНГ и стран Прибалтики.

## ТРАНСКОМПЛЕКТСНАБ
В 1999 году Синцов был назначен генеральным директором компании «ТРАНСКОМПЛЕКТСНАБ». Эта бизнес-структура продавала материалы верхнего строения пути для нужд железных дорог на постсоветском пространстве, также продолжила производство и поставки комплектующих материалов верхнего строения пути и запчастей для нужд МПС РФ.

## ЛП Транс
С 2001 года совместно c Константином Засовым занялся железнодорожными перевозками зерна.
В 2004 году была создана компания «ЛП Транс». Синцов стал одним из собственников и занял пост генерального директора. Он продолжил развитие компании с максимальным использованием средств бизнеса для роста, с этой целью приобретались вагоны, которые затем сдавались в аренду.
Под руководством Синцова были заключены договоры по оперативному управлению с трейдерами, которые были основными клиентами «ЛП Транс». Компания стала частью их инфраструктуры по вывозу зерна. Были разделены транспортные потоки, налажен график перевозок, отрегулирован приход зерна в порты и на приграничные пункты так, чтобы обеспечить максимальную скорость прохождения грузов. Трейдеры со своей стороны скорректировали логистику терминалов и отрегулировали подачу судов. Благодаря стратегии Синцова трейдеры ушли от демереджа судов и простоя вагонов. По инициативе Синцова в компании были сформированы специальные технические группы из опытных экспедиторов, которые взаимодействовали с производителями вагонов, что привело к модернизации вагонного парка. Была разработана новая модель вагона для зерна.
В 2015 году Синцов занял пост председателя совета директоров компании. Покинул пост в 2017 году.

## Русагротранс
В 2008 году совместно с партнёром основал «Русагротранс». Через несколько лет компания стала крупнейшим перевозчиком зерна в России. Объёмы экспорта зерна за рубеж увеличились в 10 раз.
В 2013 году занял пост председателя совета директоров ОАО «Русагротранс».

## Рустранском
В 2008 году Константин Синцов с партнёром основал группу компаний «Рустранском» (РТК), в которую вошли «Русагротранс», «Азрустранс», «ЛП Транс», «РТК Лизинг», «Грузовая компания», «ТрансЛес» (крупнейший железнодорожный оператор по перевозке лесных грузов на пространстве колеи 1520).
В 2011 году РТК участвовал в аукционе по выкупу Рославльского вагоноремонтного завода (РВРЗ). По его итогам 100 % минус одна акция РВРЗ перешли в собственность «Рустранскома». По инициативе Синцова, завод был модернизирован, добавил компетенции по выпуску нового подвижного состава. Была спроектирована и запущена в производство универсальная платформа, которая составляет основу парка компании «Транслес». Эти универсальные платформы позволяют перевозить грузы в контейнерах и транспортировать дерево. Синцов был членом совета директоров ОАО «Рославльский ВРЗ» с 2012 по 2014 год.
С 2014 по 2015 год Синцов занимал должность генерального директора РТК.
В 2015 году занял пост председателя совета директоров в ООО «Рустранском».
В августе 2019 года ВТБ провел сделку по покупке холдинга. К моменту продажи ГК РТК являлась одной из четырёх крупнейших железнодорожных операторов и занимала лидирующую позицию в ключевых для нее сегментах (перевозка зерна, удобрений и лесных грузов). Под управлением компании находилось 68 000 вагонов. По итогам 2018 года выручка РТК достигла 51,5 млрд рублей, чистая прибыль — 11,6 млрд рублей, грузооборот — 97,7 млрд тонно-километров.
Синцов сыграл важную роль в формировании и развитии зернового рынка. Как глава ГК РТК создал необходимую инфраструктуру и перевёл систему заключения договоров в онлайн-режим в рамках цифровой платформы РЖДП, что помогло обеспечить бесперебойную работу в период пандемии коронавируса. Кроме того, Синцов создал взаимозаменяемый парк РТК. Это позволило эффективно использовать подвижной состав круглый год.

## Благотворительность
В 2011 году Синцов выступил одним из организаторов строительства Губернского центра спорта «Кузбасс».
В 2012 году стал одним из организаторов международного турнира по борьбе «Шахтерская слава». В число стран-участниц входили Польша, Канада, Иран, Германия, Куба, Молдова, США, Франция и другие.
В 2020 году выступил одним из организаторов Лиги спортивной борьбы Кузбаса.
Константин Синцов инициировал строительство базы на территории курорта в Шерегеше. Чтоб в летний период для детей проходили спортивные сборы, а также строительство базы в центре Кемерово для команд Лиги.

## Семья
Женат. Есть дети.